# Prawy przedsionek serca
Prawy przedsionek serca (łac. atrium cordis dextrum) – jeden z dwóch przedsionków serca.

## Topografia
Prawy przedsionek położony jest w przedniej części serca po prawej stronie u góry (w opisowym położeniu serca). Od przedsionka lewego oddziela go przegroda międzyprzedsionkowa (łac. septum interatriale), od leżącej pod nim prawej komory natomiast pierścień włóknisty (łac. annulus fibrosus). Uchodzą do niego dwie żyły główne dolna i górna, których krew przekazuje on komorze prawej. Pomiędzy prawym przedsionkiem a komorą prawą znajduje się zastawka trójdzielna. 

## Anatomia
Prawy przedsionek serca ma 6 ścian
| Ściana       | zlokalizowane struktury anatomiczne                                                                             |
| ------------ | --- |
| górna        | ujście żyły głównej górnej                                                                                      |
| przyśrodkowa | dół owalny fossa ovalis zastawka otworu owalnego rąbek otworu owalnego                                          |
| tylna        | ujście żyły głównej dolnej zastawka żyły głównej dolnej ujście zatoki wieńcowej zastawka zatoki wieńcowej       |
| boczna       | kilka otworków dla żył sercowych przednich otworki żył najmniejszych serca grzebień graniczny crista terminalis |
| przednia     | uszko prawe |
| dolna        | prawe ujście przedsionkowo-komorowe                                                                             |

## Fizjologia
Krew z żył krążenia wielkiego dopływa do prawego przedsionka, z którego wyrzucana jest do prawej komory. Zadaniem przedsionków jest zapewnienie nieprzerwanego dopływu krwi żylnej do serca.
W życiu płodowym krew przepływa z prawego do lewego przedsionka serca poprzez otwór owalny. Po urodzeniu zastawka otworu owalnego zamyka ten otwór w wyniku wzrostu ciśnienia w lewym przedsionku po wypełnieniu się krążenia płucnego. 

## Histologia
Ściana przedsionka składa się z trzech warstw: 
- wsierdzie (endocardium) - zbudowane ze śródbłonka i tkanki łącznej
- śródsierdzie (myocardium) - zbudowane z komórek mięśniowych
- nasierdzie (epicardium) - błona surowicza i podsurowicza pokrywająca powierzchnię zewnętrzną zawiera białą tkankę tłuszczową, naczynia krwionośne i nerwy serca.

## Rozwój płodowy
W 3 tygodniu cewa sercowa dzieli się na parzysty przedsionek z zatoką żylną jako częścią dopływową. W 4-5 tygodniu połączenie między przedsionkiem i komorą zwęża się tworząc pojedynczy kanał przedsionkowo-komorowy. Podział przedsionka rozpoczyna się w 5-7 tygodniu od rozwoju przegrody pierwszej (pierwotnej), która wyrasta od górno-grzbietowej ściany ograniczając otwór pierwszy (pierwotny). W górnym odcinku w wyniku apoptozy powstaje otwór drugi (wtórny). Po prawej stronie przegrody pierwszej rozwija się przegroda druga (wtórna). Przegroda pierwsza (pierwotna) tworzy zastawkę otworu owalnego. 

## Odmiany
- zastawka żyły czczej górnej 
  - może jej nie być
  - może być szczątkowa
  - może być i posiadać liczne perforacje
- do otworków żył najmniejszych mogą nie uchodzić żadne żyły i wtedy są tylko dołkami żył najmniejszych